# Вурвуру
Вурвуру̀ (на гръцки: Βουρβουρού) е малко курортно селище в Северна Гърция, разположено на полуостров Ситония. Селото е част от дем Ситония на област Централна Македония и според преброяването от 2001 година има 140 жители. Църквата в селото се казва „Света Богородица“.

## География
Вурвуру се намира на 113 километра от Солун, на 15,8 километра от Никити и на 12,9 километра от Агиос Николаос.

## Галерия
- Брегът на Вурвуру, гледан от отсрещния остров Диапорос